# Eunidia subfasciata
Eunidia subfasciata là một loài bọ cánh cứng trong họ Cerambycidae.